# بلگ (دهانه)
|قطر=۵٫۴ کیلومتر
|عمق=۰٫۹ کیلومتر
|هم‌درازا=۳۵۹
}}
بلگ یک دهانه برخوردی در ماه است.